# آبار الوقف
قرية آبار الوقف هي إحدى القرى التابعة لمركز أخميم بمحافظة سوهاج في جمهورية مصر العربية. حسب إحصاءات سنة 2006، بلغ إجمالي السكان في آبار الوقف 13791 نسمة، منهم 6838 رجلا و6953 امرأة.